# Дэвис, Реймонд Гилберт

Реймонд Гилберт «Рэй» Дэвис (13 января 1915- 3 сентября 2003) — генерал Корпуса морской пехоты США, участник Второй мировой, Корейской и Вьетнамской войны. Многократно награждён, удостоился военно-морского креста в ходе Второй мировой и медали Почёта в ходе Корейской войны. Занимал пост заместителя коменданта Корпуса морской пехоты. Ушёл в отставку 31 марта 1972 года после 33 лет службы в рядах морской пехоты.
Генерал Дэвис был близко знаком с легендой Корпуса морской пехоты Чести Пуллером, служил с ним на Гуадалканале во время второй мировой войны и в Корее в ходе Корейской войны. В 2006 году новая средняя школа в г. Конйерс, штат Джорджия близ Стокбриджа, где проживал Дэвис, была названа в его честь

## Биография
Рэй Дэвис родился 13 января 1915 года в г. Фицджеральд, штат Джорджия, В 1933 году окончил техническую хай-скул Атланты в одноимённом городе. Затем он поступил в Технологический институт Джорджии и окончил его в 1938 году со степенью бакалавра химического машиностроения. Во время учёбы в колледже он состоял в корпусе подготовки офицеров запаса. После выпуска он отказался от офицерского звания в пехотном резерве армии США и 27 июля 1938 года принял назначение вторым лейтенантом Корпуса морской пехоты.
В мае 1939 года второй лейтенант Дэвис окончил базовую школу офицеров морской пехоты на военно-морской верфи Филадельфии и отслужил год в подразделении морской пехоты на борту крейсера USS Portland (CA-33) на Тихом океане. В июле 1940 года он перешёл на береговую службу для прохождения обучения применению оружия и артиллерии в Куантико, штат Виргиния, и Абердине, штат Мэриленд. Завершив обучение в феврале 1941 года, он был направлен в 1-ю зенитную пулемётную батарею 1-й дивизии морской пехоты в бухте Гуантанамо, Куба.
В апреле он вернулся со своей частью в США и на следующий месяц был назначен заместителем командира батареи. В этой должности он служил на учебной базе Пэррис-Айленд, штат Южная Каролина и в Куантико. В августе 1944 Дэвис получил звание первого лейтенанта. В сентябре того же года он со своей частью был переведён в казармы морской пехоты (ныне учебная база  Кэмп-Лежен). В ноябре 1942 года он был произведён в капитаны и назначен командиром батареи.

### Вторая мировая война
В ходе второй мировой войны капитан Дэвис участвовал в высадке на островах Гуадалканал и Тулаги, захвате и обороне Гуадалканала, восточной части Новой Гвинеи и мыса Глостер, битве за Пеле́лиу.
В июне 1942 года Дэвис начал свою службу на войне, отплыл со своей частью на Тихоокеанский театр и спустя два месяца прибыл на Гуадалканал. 
После этой кампании он был назначен старшим офицером первого батальона специального вооружения первой дивизии морской пехоты. 28 февраля 1943 года он был произведён в звание майора. В октябре того же года Дэвис принял командование над батальоном и служил на этом посту в Новой Гвинее и мысе Глостер. В апреле 1944 года находясь на мысе Глостер он был назначен командиром первого батальона первого полка морской пехоты первой дивизии морской пехоты.
За свой необычайный героизм в ходе командования первым батальоном первого полка морской пехоты на Пеле́лиу в сентябре 1044 года майор Дэвис удостоился военно-морского креста и медали «Пурпурное сердце». В течение первого часа высадки на Пеле́лиу Дэвис был ранен, но отказался от эвакуации и в один момент битвы во время прорыва японцев, сопровождавшегося обстрелом из вражеского орудия прямой наводкой и тяжёлыми потерями морских пехотинцев он лично собрал людей и повёл их в бой, чтобы восстановить оборонительную позицию. В октябре 1944 года он вернулся на остров Павуву и был произведён в подполковники.
Вернувшись в США в ноябре 1944 года, подполковник Дэвис получил назначение на должность инспектора по боевой подготовке школы морской пехоты на базе Куантико. В мае 1945 года он на два года занял пост главы отдела пехоты воздушной школы морской пехоты в Куантико. В июле 1947 года Дэвис вернулся на Тихий океан, и служил в первой временной бригаде морской пехоты на острове Гуам. До августа 1948 года он был заместителем начальника штаба бригады по операциям и подготовке (G-3) после чего занимал пост начальника штаба бригады по снабжению (G-4). Вернувшись в мае 1949 года с Гуама, он был назначен инспектором-инструктором 9-го пехотного батальона резерва корпуса морской пехоты в г. Чикаго, штат Иллинойс. В августе 1950 года он отплыл в Корею.   

### Корейская война

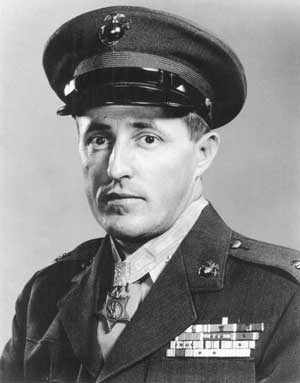
Подполковник Дэвис в 1952 году

В Корее подполковник Дэвис с августа по декабрь 1950 года командовал первым батальоном седьмого полка морской пехоты. Один из подчинённых Дэвиса описывал его так: «…из Джорджии, разговаривал мягко. Никаких грубостей, никаких угроз. Никогда не разговаривал с тобой свысока и делал всё, чтобы люди чувствовали себя нормально в его присутствии».
В ходе прорыва первой дивизии морской пехоты во время битвы за Чосинское водохранилище 1 декабря 1950 года подполковник Дэвис в ожесточённых боях провёл свой батальон от Юдам-ни до Хагру-ри. Дэвис шёл впереди своих людей, поднимался с батальоном ночью на горы в сильную метель, нашёл и спас роту «Фокс» второго батальона седьмого батальона от уничтожения на перевале Токтонг. Благодаря этому бою был открыт блокированный перевал, ведущий к Хагару-ри, что позволило двум попавшим в ловушку полкам морской пехоты выйти к остаткам первой дивизии у Хагару-ри. Дэвис был представлен к медали Почёта , 24 ноября 1952 года медаль вручил президент США Гарри Трумэн в ходе церемонии в Белом доме.
Подполковник Дэвис также удостоился двух медалей «Серебряная звезда» за отвагу в бою, он вышел на открытое место под плотным обстрелом, возглавляя и воодушевляя людей перед лицом сильного противника. Он получил орден «Легион Почёта» с литерой «Боевая V» за исключительно похвальное руководство и профессиональное мастерство в преобразование первого батальона седьмого полка морской пехоты в высокоэффективную боевую команду. Позднее, на посту старшего помощника командира седьмого полка который он занимал с декабря 1950 года по июнь 1951 года он удостоился Бронзовой звезды с литерой «Боевая V»  за участие в переформировании седьмого полка в Корее после сражений у Чосинского водохранилища. В июне 1951 года он вернулся в США и получил назначение в главный штаб морской пехоты в г. Вашингтон.  

### 1952–1966
В главном штабе морской пехоты в Пентагоне подполковник Дэвис  прослужил до июня 1954 года. До февраля 1952 года он служил заместителем начальника G-3 оперативного подразделения  отдела планирования и политики потом возглавил это подразделение. В апреле 1953 года он возглавил отдел операций и подготовки. На этом посту он в октябре 1953 года был произведён в полковники.
В июле 1953 года Дэвис окончил курс по применению специального оружия учебного центра флота в г. Норфолк, штат Виргиния. В сентябре 1954 года он поступил на старший курс школы морской пехоты в Куантико а в июне 1955 года окончил его. Затем он служил заместителем директора и директором старшей школы. В октябре 1957 года он снова был переведён в Вашингтон и служил заместителем G-2 начальника главного штаба морской пехоты до августа 1959 года.
В июне 1960 года полковник Дэвис завершил курс в Национальном военном колледже в Вашингтоне. Дэвис получил назначение в штаб европейского командования ВС США, и с июля 1960 года по июнь 1963 года служил в Париже главой аналитического отдела (J-2) в штабе главнокомандующего силами в Европе. 1 июля 1963 года на пути в США он был произведён в бригадные генералы.
С октября 1963 года по ноябрь 1964 года Дэвис служил на дальнем Востоке заместителем командующего третьей дивизией морской пехоты  сил морской пехоты флота на Окинаве. В это период он в июне 1964 года также дополнительно занимал пост командира экспедиционной бригады EXLIGTAS сил СEATO на Филиппинах и со 2 августа до 16 октября 1964 года командовал 9-й экспедиционной бригадой морской пехоты.
В декабря 1964 года он получил назначение в главный штаб морской пехоты где до марта 1965 года служил заместителем директора по персоналу, до марта 1968 года – заместителем начальника штаба (G-1) на этом посту он получил второй орден «Легион Почёта». В ноябре 1966 года Дэвис был произведён в звание генерала-майора. 

### Вьетнам
В марте 1968 года генерал-майор Дэвис был послан в Республику Вьетнам и до мая 1968 года служил заместителем командира временного корпуса в Южном Вьетнаме, затем до апреля 1969 года командовал третьей дивизией морской пехоты. Когда он принял дивизию, то приказал вывести части морской пехоты с боевых баз и вступить в бой с врагом. Он заметил, что нахождение на базах и оборонительные действия, практикуемые морской пехотой, противоречат их обычному агрессивному стилю боя. В качестве одной из мер по смене тактики Дэвис в начале 1969 года приказал начать операцию «Каньон Дьюи» чтобы вступить в бой с армией Северного Вьетнама в долине Ашау. В ходе этой операции его сын Майлс Дэвис, командир стрелкового взвода роты К третьего батальона девятого полка морской пехоты был ранен. За командование третьей дивизией морской пехоты с 22 мая 1968 года по 14 апреля 1969 года Дэвис был награждён военно-морским крестом «За выдающуюся службу». Правительство Южного Вьетнама также удостоило Дэвиса ряда наград, включая три креста «За храбрость».  

### 1969–1972

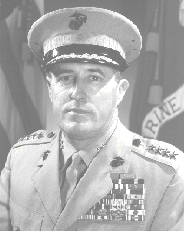
Дэвис после повышения в звании до генерала

В мае 1969 года генерал-майор Дэвис занял пост заместителя директора по образованию а также дополнительно и.о. директора образовательного центра  командования по развитию и образованию Корпуса морской пехоты в Куантико, штат Виргиния. 1 июля 1970 года Дэвис был произведён в генерал-лейтенанты и назначен на пост главы командования по развитию и образованию.
23 февраля 1971 года президент Ричард Никсон выдвинул генерала-лейтенанта Дэвиса для производства в генералы и назначение на пост заместителя коменданта Корпуса морской пехоты. Это выдвижение было поддержано Сенатом, 12 марта 1971 года Дэвис был произведён в генералы. Он служил на посту заместителя коменданта до своей отставки 31 марта 1972 года.
Дэвис скончался 3 сентября 2003 года в возрасте 88 лет от сердечного приступа в Конверс, штат Джорджия. Погребён на Forest Lawn Memorial Gardens в College Park , штат Джорджия. Генерал Майкл Хейджи, 33-й комендант Корпуса лично руководил ходом похорон и командовал почётной гвардией.

## Награды
| |                                                                                      | Золотая звезда повторного награждения                                                |
| Золотая звезда повторного награждения                                                                             | Золотая звезда повторного награждения                                                |                                                                                      |
| | Золотая звезда повторного награждения                                                | Бронзовая звезда за службу · Бронзовая звезда за службу · Бронзовая звезда за службу |
| Бронзовая звезда за службу                                                                                        | Бронзовая звезда за службу                                                           |                                                                                      |
| Серебряная звезда за службу                                                                                       |                                                                                      | Бронзовая звезда за службу                                                           |
| Бронзовая звезда за службу · Бронзовая звезда за службу · Бронзовая звезда за службу · Бронзовая звезда за службу | Бронзовая звезда за службу · Бронзовая звезда за службу · Бронзовая звезда за службу |                                                                                      |
| |                                                                                      | Бронзовый пучок дубовых листьев · Бронзовый пучок дубовых листьев                    |
| | Бронзовая звезда за службу                                                           |                                                                                      |
| |                                                                                      |                                                                                      |

| Медаль Почёта                                                                                  | Крест ВМС                                                                                           | Медаль «За выдающуюся службу» (ВМС США) с 5/16 дюймовой золотой звездой повторного награждения        |
| Серебряная звезда с 5/16 дюймовой золотой звездой повторного награждения                       | Орден «Легион почёта» с литерой «боевая "V"» и 5/16 дюймовой золотой звездой повторного награждения | Бронзовая звезда с литерой «боевая "V"»                                                               |
| Пурпурное сердце                                                                               | Боевая ленточка с 5/16 дюймовой золотой звездой повторного награждения                              | Navy and Marine Corps Presidential Unit Citation с тремя 3/16 дюймовыми бронзовыми звёздами за службу |
| Благодарность части Военно-морского флота с одной бронзовой 3/16 дюймовой звездой за службу    | Медаль «За защиту Америки» с пряжкой «флот» и с одной бронзовой 3/16 дюймовой звездой за службу     | Медаль «За Американскую кампанию»                                                                     |
| Медаль «За Азиатско-тихоокеанскую кампанию» с одной серебряной 3/16 дюймовой звездой за службу | Медаль Победы во Второй мировой войне                                                               | Медаль «За службу национальной обороне» с одной бронзовой 3/16 дюймовой звездой за службуr            |
| Медаль «За службу в Корее» с четырьмя бронзовыми 3/16 дюймовыми звездой за службу              | Медаль «За службу во Вьетнаме» с тремя бронзовыми 3/16 дюймовыми звездой за службу                  | Национальный орден Вьетнама степень офицера                                                           |
| Национальный орден Вьетнама степень рыцаря                                                     | Орден «За выдающиеся заслуги» 2-й класс                                                             | Крест «За храбрость» с тремя пальмовыми листьями                                                      |
| Vietnam Public Health Service Medal, 1-й класс                                                 | Благодарность президента Республики Корея w/ service star                                           | Крест «За храбрость» (для подразделения) w/ с пальмовым листом и золотой рамкой                       |
| Медаль «За службу ООН в Корее»                                                                 | Медаль «За кампанию во Вьетнаме»                                                                    | Медаль «За службу на Корейской войне»                                                                 |

## Наградные записи

### Наградная запись к медали Почёта
Звание и часть: Подполковник, Корпус морской пехоты США, командир первого батальона, 7-го полка, первой (усиленной) дивизии морской пехоты.
Время и место: близ Хагару-ри, Корея, 1-4 декабря 1950.
Поступил на службу в: Атланта, Джорджия.
Родился: 13 января 1915, Фицджеральд, Джорджия
Цитата:
За выдающуюся храбрость и отвагу проявленные с риском для жизни при выполнении и перевыполнении долга службы на посту командира первого батальона в бою с вражескими силами агрессора. Хотя подполковник Дэвис был твёрдо уверен, что военная операция потребует прорыва через вражеское окружение и наступления на 8 миль по ледовым дорогам в суровый мороз, сражаясь за каждый перевал с жестоким и решительным противником, он смело повёл свой батальон в дерзновенной попытке выручить попавшую в окружение стрелковую роту и захвата, удержания и защиты жизненно важного перевала, контролирующего единственную дорогу, доступную для двух полков морской пехоты, оказавшихся в опасности окружения численно превосходящими силами противника в ходе их переброски в порт Хунгам. В то время как батальон сразу же столкнулся с сильным сопротивлением со стороны окопавшихся сил противника, удерживающих высоту на пути наступления, он немедля возглавил яростную атаку по крутым, обледенелым склонам под плотным огнём противника и лично водил штурмовые отряды в рукопашные схватки, сбросив вражеские силы с их позиций. Во время отдыха солдат он лично обследовал местность под вражеским огнём, с целью определить наилучший путь для продолжения миссии. Подполковник Дэвис всё время находясь в гуще сражения успешно провёл свой батальон через три хребта по глубокому снегу постоянно атакуя противника и, вдохновляя и подбадривая своих людей в течение ночи, к рассвету подвёл свой отряд на расстояние в 1,5 тыс. ярдов к окружённой роте. Несмотря на то что он был сбит с ног осколком вражеского снаряда попавшим в его каску и то что две пули пробили его одежду он вставал и пробивал дорогу в главе своих людей, добравшись до осаждённых морских пехотинцев. На следующее утро, он храбро вёл свой батальон, зачищая жизненно важный горный перевал в боях с хорошо укрепившимися и численно превосходящими силами противника. Его люди несли всех раненых, включая 22 человек на носилках и ведя многочисленных ходячих раненых. Несмотря на периодические дикие и мощные атаки противника он упорно удерживал жизненно важную область пока к нему через перевал не подошли два полка его дивизии и утром 4 декабря повёл свой батальон в целости и сохранности в Хагару-ри. Своему превосходным лидерством, выдающейся храбрости и блестящим боевым способностям подполковник Дэвис сыграл непосредственную роль в спасении окружённой стрелковой роты от полного уничтожения и позволил двум полкам морской пехоты избежать возможного разгрома. Своей доблестной преданностью долгу и непреклонным боевым дух перед лицом почти непреодолимых препятствий он укрепил и поддерживал высочайшие традиции военно-морской службы США.               
Оригинальный текст (англ.)
Rank and organization: Lieutenant Colonel, U.S. Marine Corps Commanding Officer, 1st Battalion, 7th Marines, 1st Marine Division (Rein.).
Place and date: Vicinity Hagaru-ri, Korea, 1 through 4 December 1950.
Entered service at: Atlanta, Ga.
Born: January 13, 1915, Fitzgerald, Ga.
Citation:
For conspicuous gallantry and intrepidity at the risk of his life above and beyond the call of duty as commanding officer of the 1st Battalion, in action against enemy aggressor forces. Although keenly aware that the operation involved breaking through a surrounding enemy and advancing 8 miles along primitive icy trails in the bitter cold with every passage disputed by a savage and determined foe, Lt. Col. Davis boldly led his Battalion into the attack in a daring attempt to relieve a beleaguered rifle company and to seize, hold, and defend a vital mountain pass controlling the only route available for two Marine Regiments in danger of being cut off by numerically superior hostile forces during their re-deployment to the port of Hungnam. When the Battalion immediately encountered strong opposition from entrenched enemy forces commanding high ground in the path of the advance, he promptly spearheaded his unit in a fierce attack up the steep, ice-covered slopes in the face of withering fire and, personally leading the assault groups in a hand-to-hand encounter, drove the hostile troops from their positions, rested his men, and reconnoitered the area under enemy fire to determine the best route for continuing the mission. Always in the thick of the fighting Lt. Col. Davis led his Battalion over 3 successive ridges in the deep snow in continuous attacks against the enemy and, constantly inspiring and encouraging his men throughout the night, brought his unit to a point within 1,500 yards of the surrounded rifle company by daybreak. Although knocked to the ground when a shell fragment struck his helmet and 2 bullets pierced his clothing, he arose and fought his way forward at the head of his men until he reached the isolated Marines. On the following morning, he bravely led his Battalion in securing the vital mountain pass from a strongly entrenched and numerically superior hostile force, carrying all his wounded with him, including 22 litter cases and numerous ambulatory patients. Despite repeated savage and heavy assaults by the enemy, he stubbornly held the vital terrain until the two Regiments of the Division had deployed through the pass and, on the morning of 4 December, led his Battalion into Hagaru-ri intact. By his superb leadership, outstanding courage, and brilliant tactical ability, Lt. Col. Davis was directly instrumental in saving the beleaguered rifle company from complete annihilation and enabled the two Marine Regiments to escape possible destruction. His valiant devotion to duty and unyielding fighting spirit in the face of almost insurmountable odds enhance and sustain the highest traditions of the U.S. Naval Service.

### Наградная запись к военно-морскому кресту
Президент Соединённых штатов с удовольствием вручает военно-морской крест Реймонду Гилберту Дэвису (0–5831), майору Корпуса морской пехоты США за необычайный героизм проявленный на посту командира первого батальона первого полка ПЕРВОЙ дивизии морской пехоты в бою против вражеских японских сил на Пелелиу, острова Палау с 15 по 22 сентября 1944 года. Несмотря на ранение полученное в первые часы после высадки майор Дэвис отказался от эвакуации и остался со штурмовыми отрядами батальона в ходе многих опасных миссий. В одном случае, когда из-за тяжёлых потерь в нашей линии фронта образовалась большая дыра, враг успешно прорвался на 900 ярдов и правый фланг роты пришёл в беспорядок из-за вражеского артиллерийского огня в упор, он сплотил и лично повёл сводный отряд в разрывы линии фронта, чтобы связать и удерживать наспех собранные оборонительные позиции в течение ночи. Несмотря на тяжёлые потери от снайперского огня с близкой дистанции он оставался вблизи линии фронта, координировал огонь артиллерии и флота с таким эффектом, что несколько вражеских решительных контратак были отражены. Своей выдающейся храбростью, посвящением долгу и лидерством о поддержал высочайшие традиции военно-морской службы США.        
Оригинальный текст (англ.)
Citation:
The President of the United States takes pleasure in presenting the Navy Cross to Raymond Gilbert Davis (0–5831), Major, U.S. Marine Corps, for extraordinary heroism as Commanding Officer of the First Battalion, First Marines, FIRST Marine Division, in action against enemy Japanese forces on Peleliu, Palau Islands from 15 to September 22, 1944. Although wounded during the first hour of landing, Major Davis refused evacuation to remain with his Battalion's assault elements in many hazardous missions. On one occasion, when large gaps occurred in our front lines as the result of heavy casualties, and his right flank company was disorganized by point-blank enemy cannon fire following a successful nine hundred yard penetration through heavily defended lines, he rallied and personally led combined troops into these gaps to establish contact and maintain hasty defensive positions for the remainder of the night. Despite many casualties from close-range sniper fire, he remained in the vicinity of the front lines, coordinating artillery and Naval gunfire support with such effect that several determined counterattacks were repulsed. His outstanding courage, devotion to duty and leadership were in keeping with the highest traditions of the United States Naval Service.

### Наградная запись к первой медали «Серебряная звезда»
Первая Серебряная звезда

Президент Соединённых штатов Америки, уполномоченный актом Конгресса от 9 июля 1918 года с удовольствием вручает медаль Серебряная звезда (армейская награда) подполковнику Реймонду Гилберту Дэвису (MCSN: 0-5831), Корпус морской пехоты США за выдающуюся храбрость и отвагу проявленные в бою с противником в Корее в период со 2 по 8 ноября 1950 года. 3 ноября 1950 года подполковник Дэвис служил командиром первого батальона седьмого полка ПЕРВОЙ дивизии морской пехоты. Примерно в 01.30 3 ноября враг предпринял яростную скоординированную атаку против первого батальона седьмого полка. Подполковник Дэвис двигался по линии от пункта к пункту где возникала опасность вражеского прорыва, постоянно выставляя себя под плотный вражеский огонь из лёгкого стрелкового оружия и миномётов не взирая на собственную безопасность. Демонстрацией лидерства, инициативы и мужества он постоянно воодушевлял офицеров и солдат вокруг него. Благодаря его действиям лини обороны была удержана а враг отражён. В дневное время 3 ноября подполковник Дэвис маневрировал подразделениями своего командования таким образом, чтобы разгромить противника. В очередной раз демонстрация лидерских качеств и мужества подполковника Дэвиса послужила источником вдохновения для офицеров и солдат под его командованием. В результате действий подполковника Дэвиса первый батальон смог прорваться и продолжить наступление в своей боевой зоне.     
Оригинальный текст (англ.)
Citation:
The President of the United States of America, authorized by Act of Congress July 9, 1918, takes pleasure in presenting the Silver Star (Army Award) to Lieutenant Colonel Raymond Gilbert Davis (MCSN: 0-5831), United States Marine Corps, for conspicuous gallantry and intrepidity in action against the enemy in Korea during the period 2 November to 8 November 1950. Lieutenant Colonel Davis was serving as Commanding Officer of the First Battalion, Seventh Marines, FIRST Marine Division on 3 November 1950. At about 0130, 3 November the enemy conducted a fierce, coordinated night attack against the First Battalion, Seventh Marines. Lieutenant Colonel Davis moved from point to point on the line wherever there was danger of the enemy breaking through, continually exposing himself to heavy enemy small arms and mortar fire without personal regard for his own safety. His display of leadership, initiative and courage was a constant inspiration to the officers and men about him. It was through his actions that the lines held and the enemy was repulsed. During the daylight hours of 3 November Lieutenant Colonel Davis maneuvered elements of his command in such a manner as to route the enemy. Once again Lieutenant Colonel Davis' display of leadership and courage acted as an inspiration to the officers and men of his command. It was a direct result of Lieutenant Colonel Davis' actions that the First Battalion was able to break through and continue the attack in its zone of action.
— 

### Наградная запись ко второй медали «Серебряная звезда»
Президент Соединённых штатов Америки с удовольствием вручает золотую звезду вместо второй медали Серебряная звезда подполковнику Реймонду Гилберту Дэвису (MCSN: 0-5831), Корпус морской пехоты США за выдающуюся храбрость и отвагу проявленные на посту командира первого батальона седьмого полка ПЕРВОЙ (усиленной) дивизии морской пехоты в бою с вражескими силами агрессора в Корее 30 сентября 1950 года. Получив задачу захватить две высоты у южной оконечности коридора Сеул-Уйджонгбу подполковник Дэвис решительно повёл свой батальон против хорошо окопавшихся сил противника под вражеским огнём из лёгкого стрелкового, автоматического оружия и миномётов. Дэвис твёрдо знал, что его отряд был собран и организован всего лишь шесть недель назад и это была его первая атака. Он наступал вместе со штурмовыми отделениями, двигаясь от взвода к взводу воодушевляя людей вдохновил свой батальон на разгром врага и быстрый захват цели. Своей выдающейся отвагой, блестящим руководством и непоколебимой преданностью долгу подполковник Дэвис поддержал высочайшие традиции военно-морской службы США. 
Оригинальный текст (англ.)
Citation:
The President of the United States of America takes pleasure in presenting a Gold Star in lieu of a Second Award of the Silver Star to Lieutenant Colonel Raymond Gilbert Davis (MCSN: 0-5831), United States Marine Corps, for conspicuous gallantry and intrepidity as Commanding Officer of the First Battalion, Seventh Marines, FIRST Marine Division (Reinforced), in action against enemy aggressor forces in Korea on 30 September 1950. Assigned the task of seizing two hills located at the southern end of the Seoul-Uijongbu corridor, Lieutenant Colonel Davis boldly led his battalion against a well-entrenched enemy force in the face of hostile small-arms, automatic-weapons and mortar fire. Keenly aware that the unit had been assembled and organized only six weeks previously and that this was its first attack, he advanced with the assault elements and, moving from platoon to platoon to encourage the men, inspired his battalion to rout the enemy and capture its objective quickly. By his marked courage, brilliant leadership and steadfast devotion to duty, Lieutenant Colonel Davis upheld the highest traditions of the United States Naval Service.
— 

## Почести

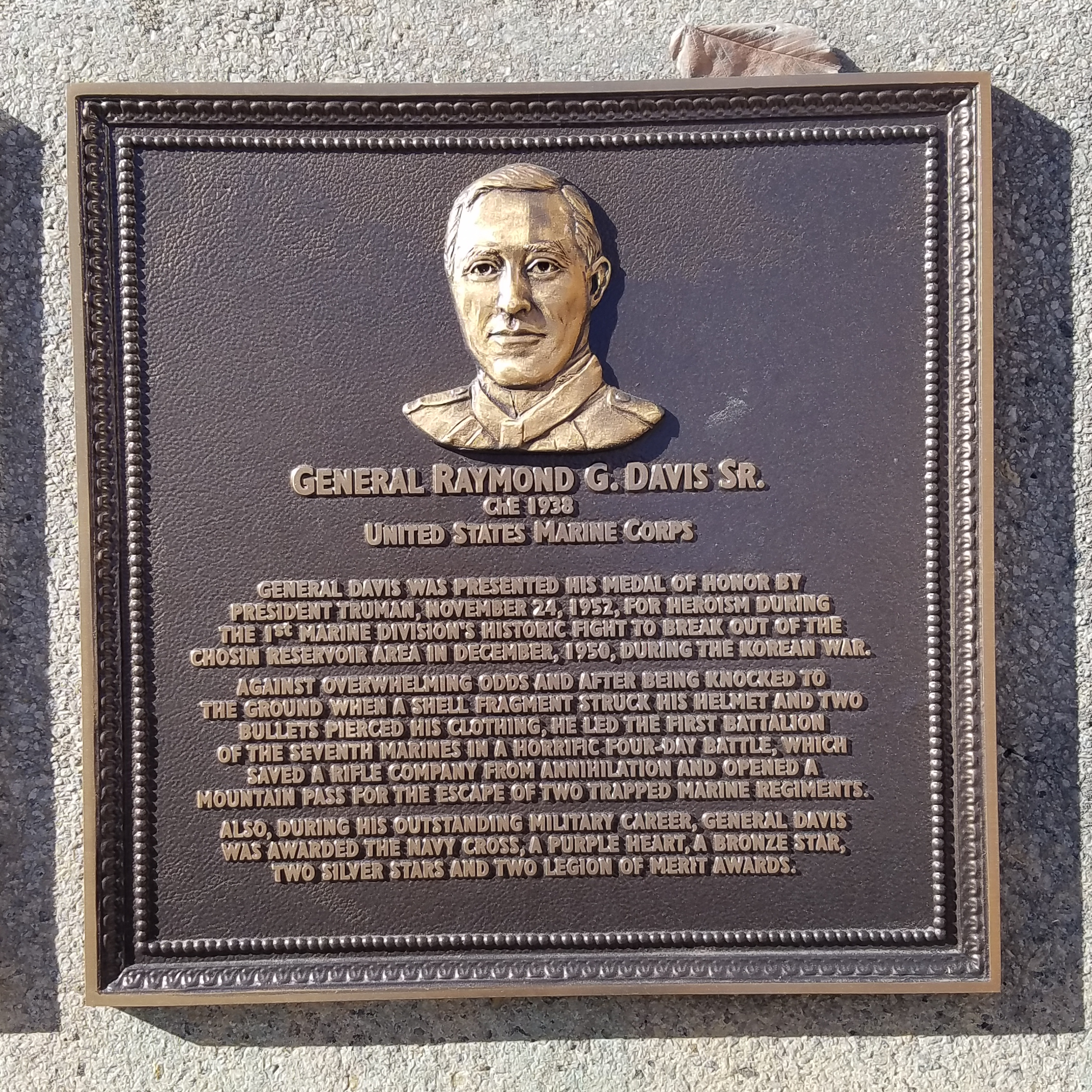
Мемориальная плита в честь Дэвиса на стене технологического института Джорджии

- В 2003 году генерал Дэвис был удостоился награды James A. Van Fleet Award  от Korea Society.
- В честь Дэвиса названо здание (General Raymond G. Davis Center) командование боевого развития корпуса морской пехоты на базе морской пехоты Куантико
- В 2007 году средняя школа Рэя Дэвиса отпраздновала свой первый год.